# Gellinsee
Der Gellinsee ist ein See bei Hohenholz im Landkreis Vorpommern-Greifswald in Mecklenburg-Vorpommern.
Das etwa 6,3 Hektar große Gewässer befindet sich im Gemeindegebiet von Krackow, 1,5 Kilometer südöstlich vom Ortszentrum in Hohenholz entfernt. 
Der See hat keine natürlichen Zuflüsse. Der Abfluss wurde wohl schon im 19. Jahrhundert (Vgl. Messtischblätter von 1911 und 1917) durch einen künstlichen Einschnitt in umgebende Hügel verbessert. Von dessen Ausgang floss das Wasser südwärts, vereinigte sich mit dem (dortigen) Landgraben und floss bei Schwedt in die Oder. Seit der 2. Hälfte des 20. Jahrhunderts sind Abschnitte dieses Abflussweges verrohrt. 
Die maximale Ausdehnung des Gellinsees beträgt etwa 480 mal 290 Meter.